# Équipe cycliste Tonton Tapis-GB
Tonton Tapis-GB est une équipe cycliste professionnelle Belge créée en 1991 et disparue à l'issue de cette unique saison car elle fusionne avec Del Tongo-MG Maglificio pour former GB-MG Boys Maglificio-Bianchi. L'équipe participe notamment au Tour de France en 1991.